# 大久保婦久子
大久保 婦久子（おおくぼ ふくこ、1919年（大正8年）1月19日 - 2000年（平成12年）11月4日）は、日本の芸術家、皮革工芸家。下田市名誉市民。本名は大久保 ふく。文化勲章（2000年）、文化功労者・勲三等瑞宝章（1989年）。日本芸術院会員。皮革造形美術グループ「ド・オーロ」代表。モンゴル芸術大名誉教授。静岡県下田市出身。静岡県立下田高等女学校（のちの静岡県立下田南高等学校、現在の静岡県立下田高等学校）を経て女子美術専門学校（現在の女子美術大学）卒業。日本の皮革工芸の第一人者として知られた。

## 来歴
1952年、日展に初入選。1981年、現代工芸美術家協会展で内閣総理大臣賞を受賞。1983年、日本芸術院賞・恩賜賞を受賞。1985年、現代工芸美術家協会副会長に就任。1986年には日展常務理事に就任した。2000年、文化勲章を受章。11月3日に皇居で文化勲章親授式に臨んだが、翌日に体調が悪くなり急死した。受章の翌日だったために、大久保の死去を報じる新聞には、「文化勲章うけたばかり…」といった言葉が踊った。同年12月、郷里の下田市から名誉市民の称号を贈られた。
2004年、大久保の作品の有効利用および皮革工芸技術の伝承を図ることを目的に、下田市が大久保婦久子顕彰基金条例を制定した。また母校の女子美術大学には奨励賞制度のひとつとして大久保婦久子賞があり、女子美術大学院美術研究科修士課程の優秀な学生に授与されることになっている。女子美術専門学校時代の友人で水墨画家・陶芸家として活躍した同級の竹内富士子がいる。主な弟子に、日展審査員などを務めた山崎輝子、現代工芸美術展審査員などを務めた渡辺登志子、高野清子らがいる。

## 主な作品
- 神話
- 太陽の門
- 渚
- まりも
- 月食
- 海の幸
- 献花
- 貝の道
- 太陽と少女
- 水琴の音

## 主な出演

### ビデオ
- 「日本の巨匠シリーズ81 皮革工芸家　大久保 婦久子」（ホリックス）1987年
- 「日本の巨匠 次世代へ伝えたい芸術家200人の素顔 第39巻」（日本芸術映像文化支援センター）2003年